# I. Flak-Korps
Das I. Flak-Korps war ein Großkampfverband der Luftwaffe der Wehrmacht im Zweiten Weltkrieg.

## Geschichte

### Aufstellung
Der Stab des I. Flak-Korps wurde am 3. Oktober 1939 zum Teil aus dem Stammpersonal des Luftgaukommandos III in Berlin aufgestellt. Anschließend verlegte es nach Rengsdorf nördlich von Neuwied in den Bereich der Luftflotte 3.

### 1940
Mit Beginn des Westfeldzuges war das Korps weiterhin der Luftflotte 3 unterstellt. Neben seiner eigentlichen Aufgabe, dem Luftraumschutz im Bereich der übergeordneten Luftflotte, griff es auch in die Kämpfe an vorderster Front ein, insbesondere bei der Panzergruppe von Kleist und der Panzergruppe Guderian. Nach der Kapitulation Frankreichs übernahm das Korps mit seinen unterstellten Verbänden den Luftraumschutz im Großraum Paris und anderen Städten, sowie den Schutz wichtiger Häfen in Nordfrankreich. Ende September 1940 wurden das Korps sowie die Regimenter 101 und 103 nach Mitteldeutschland, insbesondere zum Schutze Berlins verlegt. Dort wurde das Generalkommando im November 1940 zunächst unter der Bezeichnung Befehlshaber der Luftverteidigung im Luftgau III (Generalkommando I. Flak-Korps) geführt und ab März 24. März 1941 Luftwaffenbefehlshaber Mitte. Das alte Generalkommando hatte zu diesem Zeitpunkt aufgehört zu existieren.

### 1941
Noch vor dem Überfall auf die Sowjetunion wurde am 11. März 1941 ein neuer Stab (aus dem Führungsstab der 1. Flakbrigade) aufgestellt und der Luftflotte 2 im Mittelabschnitt der Ostfront unterstellt. Neben der Herstellung des Luftraumschutzes arbeitet das Korps eng mit der Panzergruppe 2, bei der Bekämpfung feindlicher Panzer, zusammen. Bis Dezember 1941 waren die Verbände des I. Flak-Korps an der Kesselschlacht bei Białystok und Minsk, der Kesselschlacht bei Smolensk, der Schlacht um Kiew (1941), der Doppelschlacht bei Wjasma und Brjansk und letztendlich der Schlacht um Moskau beteiligt.

### 1942
Am 12. Januar 1942 wechselte es im Zuge der Verlegung an den Südabschnitt der Ostfront zur Luftflotte 4. Das Korps war am Unternehmen Blau beteiligt und rückte mit der 17. Armee und der 1. Panzerarmee in das Kaukasusgebiet vor. Vom 25. November 1942 bis 6. Februar 1943 firmierte das Korps unter der Bezeichnung Luftwaffenkommando Kaukasus.

### 1943
Nach der verlorenen Schlacht um Stalingrad waren die Verbände des Korps anschließend in die Kämpfe um den Kuban-Brückenkopf verwickelt sowie bei der Rückeroberung von Charkow. Anschließend ab Juli 1943 am Unternehmen Zitadelle.

### 1944
Im Juni 1944 wechselte das Korps zur Luftflotte 6 in den Mittelabschnitt der Ostfront. Dort stemmte es sich gegen die sowjetische Operation Bagration, die zur Befreiung Weißrusslands führte.

### 1945
Mit Beginn der Weichsel-Oder-Operation am 12. Januar fochten die verbliebenen Verbände des Korps im Raum Oberschlesien, im Raum Mährisch-Ostrau (11. Flak-Division), die 10. Flak-Division an den Oderübergängen im Raum Oppeln-Breslau und die 17. Flak-Division in Mittel- und Niederschlesien. Nach der bedingungslosen Kapitulation der Wehrmacht löste das Korps sich auf.

## Personen

### Kommandierender General
| Dienstgrad                 | Name                | Datum                                 |
| -------------------------- | ------------------- | ------------------------------------- |
| Generalleutnant            | Hubert Weise        | 3. Oktober 1939 bis 1. September 1940 |
| Generalmajor               | Walther von Axthelm | 11. März 1941 bis 20. Dezember 1941   |
| Generalmajor               | Richard Reimann     | 20. Dezember 1941 bis 12. April 1942  |
| General der Flakartillerie | Otto Deßloch        | 12. April 1942 bis 4. September 1943  |
| Generalmajor               | Richard Reimann     | 1. Oktober 1943 bis 8. Mai 1945       |

### Chef des Stabes
| Dienstgrad     | Name                 | Datum                                   |
| -------------- | -------------------- | --------------------------------------- |
| Oberst         | Walter Schwabedissen | 3. Oktober 1939 bis 26. Juni 1940       |
| Oberst         | Wolfgang Pickert     | 27. September 1940 bis 24. März 1941    |
| Oberst         | Erich Groepler       | 1. Juni 1941 bis 4. September 1942      |
| Oberst         | Joachim Stelzer      | 2. Oktober 1942 bis 20. Dezember 1942 † |
| Major          | Bruno Brundt         | 26. Dezember 1942 bis ?                 |
| Oberstleutnant | Bruno Brundt         | 21. Juni 1944 bis 15. September 1944    |

### Erster Generalstabsoffizier
| Dienstgrad | Name           | Datum                              |
| ---------- | -------------- | ---------------------------------- |
| Major      | Ludwig Hofmann | 6. Oktober 1939 bis 1. April 1940  |
| Major      | Max Hecht      | 1. April 1940 bis 16. Mai 1940     |
| Hauptmann  | Herbert Körner | 16. Mai 1940 bis 1. Januar 1941    |
| Major      | Erich Groepler | 24. März 1941 bis 1. Juni 1941     |
| Hauptmann  | Josef Prentl   | 20. März 1943 bis 9. April 1943    |
| Hauptmann  | Willi Wehla    | 10. April 1943 bis 30. August 1943 |
| Major      | Willi Wehla    | 16. Oktober 1943 bis 8. Mai 1945   |

## Unterstellung
| Unterstellung                  | von               | bis               |
| ------------------------------ | ----------------- | ----------------- |
| Luftflotte 3                   | 3. Oktober 1939   | 4. Oktober 1940   |
| Luftgaukommando III            | 4. Oktober 1940   | 6. Juni 1941      |
| Luftflotte 2                   | 6. Juni 1941      | 30. November 1941 |
| Oberbefehlshaber der Luftwaffe | 30. November 1941 | 1. April 1942     |
| Luftflotte 4                   | 1. April 1942     | Juni 1944         |
| Luftflotte 6                   | Juni 1944         | 8. Mai 1945       |

## Unterstellte Verbände
| 10. Mai 1940                                                                 | |
| ---------------------------------------------------------------------------- | --- |
| 10. Mai 1940                                                                 | Stab Flak-Regiment 101 mit I./Flak.Rgt. 12, I./Flak.Rgt. 22, I./Flak.Rgt 51, lei.Flak.Abt. 85, III./Regiment General Göring |
| 10. Mai 1940                                                                 | Stab Flak-Regiment 102 mit I./Flak.Rgt. 18, I. und II./Flak.Rgt. 38, lei.Flak.Abt. 91                                       |
| 10. Mai 1940                                                                 | Stab Flak-Regiment 104 mit I./Flak.Rgt 8, I. und II./Flak.Rgt. 11, lei.Flak.Abt. 75, III./Flak.Rgt. 9                       |
| 22. Juni 1941                                                                | |
| Stab Flakregiment 101 mit I./Flak.Rgt. 12, I./Flak.Rgt. 22, lei.Flak.Abt. 77 | |
| Stab Flakregiment 104 mit I. und II./Flak.Rgt. 11, lei.Flak.Abt. 91          | |
| 1. Mai 1942                                                                  | |
| 9. Flak-Division                                                             | |
| 10. Flak-Division                                                            | |
| 15. Flak-Division                                                            | |
| 17. Flak-Division                                                            | |
| 1. Dezember 1943                                                             | |
| 9. Flak-Division                                                             | |
| 10. Flak-Division                                                            | |
| 15. Flak-Division                                                            | |
| 17. Flak-Division                                                            | |
| 1. Februar 1945                                                              | |
| 10. Flak-Division                                                            | |
| 11. Flak-Division                                                            | |
| 17. Flak-Division                                                            | |